# قطعنامه ۵۳۱ شورای امنیت
قطعنامه ۵۳۱ شورای امنیت سازمان ملل متحد که در تاریخ ۲۶ مه ۱۹۸۳ تصویب شد، سندی بین‌المللی دربارهٔ اسرائیل-جمهوری عربی سوریه است. این قطعنامه طی نشست ۲۴۴۵ام با ۱۵ موافق، ۰ مخالف و ۰ ممتنع تصویب شد.